# USS Enterprise (CVN-65)
USS Enterprise (CVN-65) («Энтерпрайз») — атомный ударный авианосец ВМС США. Первый в мире авианосец с ядерной силовой установкой. Введён в строй в 1961 году. Первый и единственный корабль своего проекта, несмотря на пять запланированных к постройке кораблей серии. Итоговая стоимость «Энтерпрайза» достигла 451 млн долларов, что стало одной из причин, по которой от строительства серии кораблей отказались.
Имеет наибольшую (342,3 метра) длину среди боевых кораблей мира. The First, the Finest («Первый и лучший») — девиз авианосца. Одной загрузки ядерным топливом хватает на 13 лет службы, за это время корабль может пройти до 1 млн миль. Общий боезапас вооружений составляет 2520 тонн.

## Конструкция

Сравнение размеров некоторых крупных кораблей и зданий:
Queen Mary 2, 345 м
USS Enterprise, 342 м
Гинденбург, 245 м
Ямато, 263 м
Эмпайр-стейт-билдинг, 443 м
Knock Nevis, 458 м
Пентагон, 431 м

В конкурсе на создание активной зоны реактора для «Энтерпрайза» и «Лонг-Бич» участвовало пять компаний-сертифицированных поставщиков ядерных реакторов для флота: Babcock & Wilcox Co., Барбертон; Metals & Controls, Inc.; United Nuclear Corp.; Westinghouse Electric Corp., Atomic Fuel Department; Combustion Engineering, Inc., Уинсор. В итоге победил проект Westinghouse с закупочной стоимостью $7,8 млн за одну единицу в ценах 1958 года.
Из-за превышения бюджета на «Энтерпрайз» не установили запланированную зенитно-ракетную систему (ЗРК) Terrier. Вместо этого, система обороны корабля была оснащена тремя пусковыми установками (ПУ) ЗРК RIM-7 Sea Sparrow малой дальности, последующие модернизации добавили две ПУ ЗРК NATO Sea Sparrow (NSSM) и три АУ Phalanx CIWS.
На «Энтерпрайзе» была установлена радарная система SCANFAR, основанная на фазированной антенной решётке, предоставляющая преимущество над традиционными радарами с вращающейся антенной. «Энтерпрайз» стал единственным авианосцем с ядерными реакторами, неся на борту восемь реакторов типа A2W.

## История
Заложен 15 ноября 1957 года на верфи Newport News Shipbuilding. Спущен на воду 24 сентября 1960 года.
12 января 1962 года совершил своё первое плавание, длившееся 3 месяца, в ходе которого проводились ходовые испытания и учения, с целью выявления полных возможностей авианосца, под командованием командира корабля Винсента Депо.
«Боевым крещением» авианосца стал Карибский кризис — корабль в составе сил 2-го флота ВМС США привлекался к операции по морской блокаде Кубы.
Далее несколько лет нёс вахту на Средиземном море. 31 июля 1964 года Гибралтар покинуло т. н. «Первое оперативное соединение»: атомный ударный авианосец «Энтерпрайз», атомный крейсер УРО «Лонг Бич» и атомный фрегат УРО «Бэйнбридж» (особенностью соединения было то, что все три корабля — атомные). Первой в мире полностью атомной эскадре была поставлена задача совершить кругосветное плавание. 3 октября того же года операция «Морская орбита», как именовался этот поход (имевший, впрочем, скорее демонстрационно-пропагандистское, чем военно-стратегическое значение), был завершён.
С 1965 года «Энтерпрайз» вошёл в состав 7-го флота ВМС США и отправился в Юго-Восточную Азию. С началом участия во Вьетнамской войне, в декабре 1965 года «Энтерпрайз» стал первым кораблём с ЯСУ, принявшим участие в боевых действиях. Авианосцем был установлен рекорд — 165 боевых вылетов с борта корабля за одни сутки.

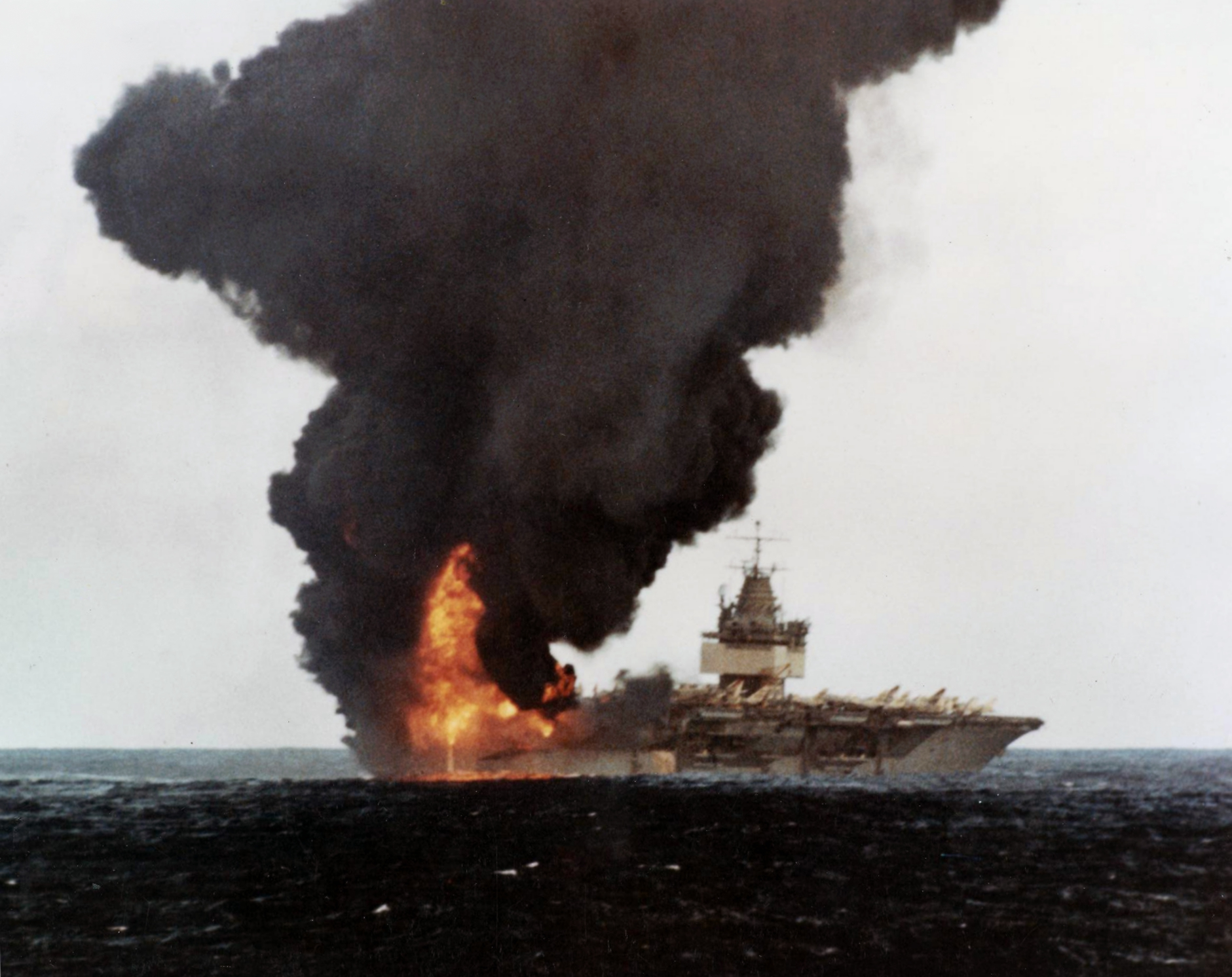
Пожар на авианосце

14 января 1969 года произошла катастрофа. В 8:15 по местному времени, когда первая волна самолётов ушла в небо и готовилась вторая, горячий выхлоп тягача, небрежно припаркованного рядом со штабелем 127-мм НУР «Zuni», привёл к самозапуску одной из ракет. Она врезалась в топливный бак стоявшего рядом штурмовика, что привело к разливу топлива на лётной палубе и взрыву авиабомб, плюс беспорядочный разлёт оставшихся ракет. Итогом стало 27 погибших, 343 раненых, потеряно 15 самолётов (стоимостью 5-7 млн долларов каждый). Ущерб, нанесённый кораблю, был оценён в 126 млн долларов.
В начале 1980-х годов была проведена модернизация в результате которой был снят радар SCANFAR и проведён капитальный ремонт реактора.
В апреле 1983 года самолёты с авианосца вторглись в воздушное пространство СССР и провели условное бомбометание по острову Зелёный в Курильской гряде.
«Энтерпрайз» активно участвовал в операции «Лиса пустыни» 1998 года, когда силами кораблей его группы был нанесён ряд ударов крылатыми и авиационными ракетами по территории Ирака. Осенью 2001 авиагруппа «Энтерпрайз» поддерживала операцию по изгнанию талибов из Афганистана. Спустя полтора года корабль вновь вернулся в Персидский залив и обеспечивал воздушную поддержку силам коалиции в Иракской войне.
В начале 2011 года находился у побережья Сомали, участвуя в борьбе с морскими пиратами.
26 марта 2012 года «Энтерпрайз» в составе авианосной группы ВМС США (ракетный крейсер, три эсминца, ударная атомная подводная лодка, а также танкер) вошёл в Средиземное море, чтобы затем направиться в Персидский залив; 3 апреля группа прибыла туда.
4 ноября 2012 года авианосец завершил своё последнее 8-месячное плавание. Всего авианосец выходил в море 25 раз. Выведен из состава флота 1 декабря 2012 года.
Ещё при приближении к берегам Северной Америки, прямо в открытом океане, началась операция по выгрузке боезапаса: днём и ночью на протяжении нескольких дней (24-26 октября) элеваторы поднимали на полётную палубу тысячи единиц боеприпасов, которые потом, с помощью вертолётов, доставлялись на идущие на траверзе «Энтерпрайза» транспорты снабжения. Потребовалось 1260 вертолётных рейсов, чтобы опустошить гигантские погреба старого авианосца.
1 декабря 2012 года в военно-морской базе Норфолк (шт. Вирджиния) состоялась процедура деактивации «ядерного сердца» «Энтерпрайза».
Планировалось, что корабль будет находиться в составе флота до середины 2013 года. Официальная церемония выведения «Энтерпрайза» из состава ВМС состоялась только после спуска на воду нового атомного многоцелевого авианосца (АВМА) «Gerald R. Ford». В карьере первого в мире атомного авианосца наступила завершающая фаза: началась разделка корабля на металл. Работы по утилизации «Энтерпрайза» должны были завершиться к 2015 году.
Предложение о превращении «Энтерпрайза» в плавучий музей поддержки не получило: слишком дорого, сложно и небезопасно. Единственное, что может сохраниться от старого авианосца — его надстройка-«остров», которую планируется установить на берегу в качестве мемориала.
2 мая 2015 года авианосец был отбуксирован от пирса 2 верфи Newport News Shipbuilding в сухой док 11 (где он был заложен). В буксировке было задействовано 6 буксиров и 200 человек персонала. Ожидалось, что работы по выгрузке ядерного топлива в сухом доке продолжатся до осени 2016 года.
3 февраля 2017 года состоялась первая в истории американского флота церемония списания атомного авианесущего корабля.